# Municipalità regionale della contea di Charlevoix-Est
La municipalità regionale di contea di Charlevoix-Est è una municipalità regionale di contea del Canada, localizzata nella provincia del Québec, nella regione di Capitale-Nationale.
Il suo capoluogo è Clermont.

## Città principali
- Clermont
- La Malbaie